# Sant’Agostino (Ferrara)
Die Kirche Sant’Agostino ist eine abgegangene Kirche in Ferrara.

## Geschichte
Es handelt sich um eine nicht mehr existierende Kirche mit einem Nonnenkloster des Augustinerordens, dessen Bau 1407 begonnen und 1425 abgeschlossen wurde. Die Weihe erfolgte 1441 durch den Seligen Giovanni Tavelli. Im Zuge der napoleonischen Besetzung wurde sie 1798 geschlossen und 1813 zusammen mit dem angrenzenden Kloster abgerissen. Die Kirche befand sich an der Ecke Via Coperta – Via Borgo Vado (auf der linken Seite von S. Maria in Vado kommend, nach der Via Coperta).